# یخچال (فیلم)
«یخچال» (انگلیسی: Freezer) یک فیلم است که در سال ۲۰۱۴ منتشر شد.